# Celastrina neglecta
Celastrina neglecta es una especie de mariposa ditrysia perteneciente a la familia Lycaenidae. 
Tiene una envergadura de alas de 23 a 29 mm. Se alimenta de una variedad de plantas, principalmente de la familia Rosaceae (Spiraea), también de Cornus racemosa y Ceanothus americanus.
Se encuentra en la mayor parte del este y centro de Estados Unidos, así como el sur de Canadá desde Nueva Escocia hasta el sur de Saskatchewan. Los adultos vuelan desde mediados de junio hasta principios de octubre con dos o tres generaciones en el sur.